# Barbilophozia atlantica
Barbilophozia atlantica là một loài rêu trong họ Anastrophyllaceae. Loài này được Kaal. K. Müller mô tả khoa học đầu tiên năm 1954.